# Dumplin'
Dumplin' és una pel·lícula estatunidenca de comèdia comig-of-age de 2018 dirigida per Anne Fletcher i escrita per Kristin Hahn. Està basada en la novel·la juvenil homònima de Julie Murphy. La pel·lícula és protagonitzada per Danielle Macdonald com a Willowdean "Dumplin'" Dickson, Jennifer Aniston com la seva mare, Rosie Dickson i Odeya Rush. S'ha doblat i subtitulat al català.

## Repartiment
- Danielle Macdonald com a Willowdean "Dumplin'" Dickson
- Jennifer Aniston com a Rosie Dickson
- Odeya Rush com a Ellen "Elle" Dryver
- Maddie Baillio com a Millie Mitchellchuck
- Bex Taylor-Klaus com a Hannah Perez
- Luke Benward com a Bo Larson
- Georgie Flores com a Callie Reyes
- Dove Cameron com a Bekah Colter
- Harold Perrineau com a Lee Wayne/Rhea Ranged
- Kathy Najimy com a Mrs. Mitchellchuck
- Ginger Minj com a Candee Disch
- Hilliary Begley com a Lucy Dickson
- Sam Pancake com a Dale
- Dan Finnerty com a Eugene Reed
- Molly McNearney com a Delia Shepherd
- Tian Richards com a Marcus
- Ryan Dinning com a Patrick
- Andrew Fletcher com a Tim

L'autora de Dumplin', Julie Murphy, fa un cameo com a propietària d'un bar drag.

## Producció
El 15 de març de 2017, es va anunciar que Jennifer Aniston interpretaria el paper de Rosie Dickson, la mare de la Dumplin'. El 13 de juny de 2017, Danielle Macdonald s'hi va unir en el paper principal. El 15 d'agost de 2017, Odeya Rush també es va afegir a la pel·lícula per interpretar a Ellen "El" Dryver, la millor amiga de Willowdean, que crea dificultats quan intenta entrar al concurs de bellesa juntament amb a Will. El 21 d'agost de 2017, Dove Cameron, Luke Benward, Bex Taylor-Klaus, Maddie Baillio, Georgie Flores i Ginger Minj es van unir al repartiment de Dumplin'.
El rodatge principal de la pel·lícula va començar el 21 d'agost de 2017 a Covington (Geòrgia) i va acabar a l'octubre del mateix any.

## Estrena
El setembre de 2018, Netflix va adquirir els drets de distribució de la pel·lícula. Dumplin' es va publicar el 7 de desembre de 2018 a la plataforma.